# Janez Lenarčič
Janez Lenarčič (født 6. november 1967 i Ljubljana) er en slovensk diplomat, der har været Europa-Kommissær for krisestyring i Von der Leyen-kommissionen siden 2019. Han er tidligere direktør for Kontoret for Demokratiske Institutioner og Menneskerettigheder i Organisationen for Sikkerhed og Samarbejde i Europa (OSCE).

## Uddannelse
Lenarčič har en grad i international ret fra Ljubljana Universitet fra 1992.

## Diplomatisk karriere
Lenarčič kom ind i den slovenske udenrigstjeneste i 1992. Hans første udstationering i 1994-1999 var ved Sloveniens mission til FN i New York. Fra 2000 til 2001 var Lenarčič rådgiver for udenrigsministeren og premierminister Janez Drnovšek. Fra 2002 til 2003 fungerede han som statssekretær i premierministerens kontor. Lenarčič var ambassadør for Slovenien ved Organisationen for Sikkerhed og Samarbejde i Europa (OSCE) i Wien fra 2003 til 2006 og var formand for OSCE's Permanente Råd i 2005 under det slovenske formandskab. Fra 2006 til 2008 var Lenarčič statssekretær for europæiske anliggender og repræsenterede Slovenien under forhandlingerne om Lissabontraktaten i 2007, og senere repræsenterede han det slovenske formandskab for EU-rådet over for Europa-Parlamentet i 2008.
Lenarčič flyttede derefter til Warszawa som direktør for OSCE's Kontor for Demokratiske Institutioner og Menneskerettigheder (ODIHR) indtil 2014.
I 2014 blev Lenarčič udnævnt til statssekretær i den slovenske premierminister Miro Cerars regering. I 2016 flyttede han til Bruxelles som Sloveniens faste repræsentant ved EU.

## Medlem af Europa-Kommissionen
I 2019 blev Lenarčič nomineret af premierminister Marjan Šarec til posten som Sloveniens EU-kommissær i Kommissionen ledet af Ursula von der Leyen.
I begyndelsen af marts 2020 blev Lenarčič udpeget af von der Leyen til at være medlem af Kommissionens særlige taskforce til koordinering af EU's reaktion på COVID-19-pandemien.

## Hæder
Lenarčič har modtaget den franske orden officer af Æreslegionen.